# Jorge Contreras
Jorge Alejandro Contreras Lira (né le 3 juillet 1960 à Lo Barnechea au Chili) est un joueur de football international chilien, qui évoluait au poste de milieu de terrain et d'attaquant.

## Biographie

### Carrière en sélection
Avec l'équipe du Chili, il dispute 24 matchs (pour 2 buts inscrits) entre 1983 et 1997. Il figure notamment dans le groupe des sélectionnés lors des Copa América de 1987 et de 1991.

## Palmarès
Chili
- Copa América :
  - Finaliste : 1987.